# Campionati del mondo di atletica leggera 1993 - Decathlon
Il decathlon maschile si è tenuto il 19 e 20 agosto 1993.

## Classifica finale
In Giallo la miglior prestazione della gara
| Pos | Atleta            | Nazione        | 100m  | LJ   | GP    | SA   | 400m  | 110m H | LD    | SA   | LG    | 1500m   | Points | Note |
| --- | ----------------- | -------------- | ----- | ---- | ----- | ---- | ----- | ------ | ----- | ---- | ----- | ------- | ------ | ---- |
| 1   | Dan O'Brien       | Stati Uniti    | 10.57 | 7.99 | 15.41 | 2.03 | 47.46 | 14.08  | 47.92 | 5.20 | 62.56 | 4:40.08 | 8817   | CR   |
| 2   | Eduard Hämäläinen | Bielorussia    | 10.72 | 7.05 | 15.49 | 2.09 | 47.64 | 13.57  | 49.26 | 5.30 | 61.88 | 4:39.34 | 8724   |      |
| 3   | Paul Meier        | Germania       | 10.57 | 7.57 | 15.45 | 2.15 | 47.73 | 14.63  | 45.72 | 4.60 | 61.22 | 4:32.05 | 8548   |      |
| 4   | Christian Schenk  | Germania       | 11.22 | 7.63 | 15.72 | 2.15 | 48.78 | 15.29  | 46.94 | 4.80 | 65.32 | 4:24.44 | 8500   |      |
| 5   | Alain Blondel     | Francia        | 10.94 | 7.20 | 14.06 | 1.94 | 48.12 | 14.40  | 45.74 | 5.40 | 62.22 | 4:19.89 | 8444   |      |
| 6   | Christian Plaziat | Francia        | 10.80 | 7.50 | 14.47 | 2.09 | 47.91 | 14.36  | 41.74 | 5.00 | 56.96 | 4:26.31 | 8398   |      |
| 7   | Steve Fritz       | Stati Uniti    | 10.83 | 7.52 | 13.87 | 2.03 | 48.40 | 13.99  | 41.62 | 4.90 | 57.68 | 4:23.56 | 8324   |      |
| 8   | Rob Muzzio        | Stati Uniti    | 11.11 | 6.72 | 16.99 | 1.94 | 49.82 | 14.51  | 47.90 | 5.00 | 64.50 | 4:34.43 | 8237   |      |
| 9   | Michael Kohnle    | Germania       | 11.16 | 7.40 | 14.34 | 2.00 | 50.17 | 14.51  | 44.70 | 5.00 | 62.10 | 4:47.95 | 8075   |      |
| 10  | Tomáš Dvořák      | Rep. Ceca      | 10.93 | 7.20 | 14.69 | 2.00 | 49.40 | 14.21  | 42.66 | 4.50 | 61.30 | 4:37.79 | 8032   |      |
| 11  | Petri Keskitalo   | Finlandia      | 11.03 | 7.30 | 14.85 | 1.94 | 50.76 | 14.66  | 43.26 | 5.00 | 63.92 | 4:49.48 | 8032   |      |
| 12  | Indrek Kaseorg    | Estonia        | 11.41 | 7.31 | 11.97 | 2.12 | 48.99 | 14.97  | 40.40 | 4.60 | 57.46 | 4:19.20 | 7911   |      |
| 13  | Henrik Dagård     | Svezia         | 10.95 | 7.05 | 14.44 | 1.76 | 48.36 | 14.62  | 42.72 | 4.70 | 64.78 | 4:44.09 | 7838   |      |
| 14  | Sébastien Levicq  | Francia        | 11.36 | 7.15 | 13.48 | 1.97 | 51.75 | 15.10  | 41.48 | 5.10 | 64.00 | 4:41.43 | 7783   |      |
| 15  | Ramil Ganiyev     | Uzbekistan     | 11.09 | 7.26 | 14.07 | 2.03 | 49.80 | 14.64  | 39.78 | 5.10 | 43.00 | 4:45.26 | 7734   |      |
| 16  | Ronalds Blums     | Lettonia       | 11.32 | 7.15 | 12.96 | 1.97 | 50.55 | 14.67  | 39.12 | 5.00 | 57.16 | 4:33.59 | 7734   |      |
| 17  | Sándor Munkácsi   | Ungheria       | 11.12 | 7.08 | 13.36 | 1.94 | 48.71 | 14.60  | 41.02 | 4.50 | 51.04 | 4:21.97 | 7726   |      |
| 18  | Xavier Brunet     | Spagna         | 11.16 | 6.88 | 12.13 | 2.15 | 49.09 | 14.62  | 37.86 | 4.60 | 49.14 | 4:46.72 | 7547   |      |
| 19  | Alex Kruger       | Regno Unito    | 11.34 | 7.07 | 13.90 | 2.06 | 50.33 | 15.10  | 40.00 | 4.40 | 54.04 | 4:52.53 | 7481   |      |
| 20  | Katsuhiko Matsuda | Giappone       | 11.30 | 7.03 | 12.39 | 1.97 | 49.68 | 14.61  | 38.32 | 4.40 | 43.40 | 5:03.56 | 7140   |      |
| 21  | Munehiro Kaneko   | Giappone       | 11.24 | NM   | 13.25 | 2.00 | 49.60 | 14.52  | 45.08 | 4.70 | 57.78 | 4:55.28 | 6912   |      |
| 22  | Barry Walsh       | Irlanda        | 11.66 | 6.73 | 14.21 | 1.94 | 51.29 | 15.36  | 45.38 | NM   | 55.52 | 4:42.59 | 6632   |      |
|     | Robert Změlík     | Cecoslovacchia | 10.78 | 7.41 | 13.21 | 1.97 | DNS   | –      | –     | –    | –     | –       | DNF    |      |
|     | Dezső Szabó       | Ungheria       | 11.02 | 7.01 | 13.16 | 1.94 | DNS   | –      | –     | –    | –     | –       | DNF    |      |
|     | Mike Smith        | Canada         | 10.99 | NM   | DNS   | –    | –     | –      | –     | –    | –     | –       | DNF    |      |